# Археологическая разведка
Археологическая разведка — исследование древних исторических памятников, определение их местонахождения, научная регистрация. Основная научная цель археологической разведки — поиск материальных данных, необходимых для исследования быта, искусства, религиозных верований народов, населявших в древние века определенный географический район; составление топографических планов, регистрация типов проведенных съёмок, определение связи между памятниками и местными природно-ландшафтными условиями и другие мероприятия. Археологическая разведка проводится также в целях определения точного местонахождения памятников, закономерности их расположения. Существуют различные методы археологической разведки — в зависимости от времени проведения и поставленных целей. Например, исследование памятников, имеющих на поверхности земли малочисленные признаки древних веков, результативно проводить в весенние и осенние месяцы. Во время разведки учитывается связь между рельефом земли и месторасположением памятников. Например, стоянки каменного века находятся только на возвышенностях, в пещерах; стоянки эпохи неолита — на побережье озёр или у истока родника; поселений бронзового века — рядом с водой у подножья горы или холма; памятники раннего железного века — в местах, удобных для выпаса скота. Основные методы археологической разведки — исследование с помощью карты, космических снимков или с применением геодезических, электромагнитных и других приборов.

## Методы
В ходе разведки изучается как поверхность земли (наружная разведка), так и структуры под землёй (глубинная разведка).

### Визуальная разведка
Визуальная разведка не требует раскопок и наиболее эффективна в местностях, где отсутствует растительность или в тех случаях, когда развалины имеют столь крупные размеры, что заметны даже среди растительности (классическим примером являются некоторые развалины майя, где огромные храмы возвышаются над лесом в виде заросших холмов). При визуальной разведке археолог пытается найти артефакты, вновь оказавшиеся на поверхности вследствие эрозии почвы, жизнедеятельности животных, оползней и других природных явлений. Некоторые археологи умело анализируют особенности микрорельефа («археология горок и ямок»), определяя по неровностям земной поверхности расположение исчезнувших оросительных каналов и оборонительных валов.

### Глубинная разведка
Глубинная разведка проводится с помощью куда более трудоёмких методов, в ходе которых обычно выкапываются пробные шурфы, и извлечённый грунт исследуется на наличие артефактов. Так,
- скопления ракушек съедобных моллюсков индицирует раковинную кучу;
- осколки камня являются отходом обработки каменных орудий.

Обычно пробные шурфы содержат очень мало находок и, после установления самого факта наличия археологического памятника, для сбора более детальных сведений о нём требуются раскопки.
Если искомый объект содержит массовые отложения материала (раковинные кучи, свалки), то вместо копания шурфов используется взятие керна с помощью трубки диаметром 25-75 мм.

### Химический анализ почв
Химический анализ образцов почв применяется как при наружной, так и при глубинной разведке. Часто используются проверки почвы на наличие:
- фосфатов, наличие которых обычно является индикатором гниения. С помощью анализа на фосфаты легко найти мусорные отложения, хотя их наличие может быть связано также с внесёнными органическими удобрениями и мочой скота;
- ртути, которая индицирует наличие останков анадромных рыб, внутренности которых, выбрасываемые при потрошении, содержат значительные количества ртути;
- липидов, которые также индицируют присутствие органических веществ.

### Дистанционное обследование
Разведка на расстоянии особенно эффективна в случаях обширных участков земной поверхности, которые традиционные способы полевой разведки не могут охватить. Типичным способом дистанционного обследования является анализ аэрофотоснимков и снимков поверхности Земли со спутников.